# Zona periventricularis
De zona periventricularis is een deel van de hersenen, meer bepaald het deel van de hypothalamus dat aan weerszijden van de derde ventrikel ligt.
Deze zone bevat onder meer de nucleus suprachiasmaticus, die het bioritme regelt, en de nucleus paraventricularis hypothalami, die verantwoordelijk is voor de afscheiding van hormonen in de hypofyse.